# Trehörningen (Bjurholms socken, Ångermanland, 710082-167482)
Trehörningen är en sjö i Bjurholms kommun i Ångermanland och ingår i Hörnåns huvudavrinningsområde. Sjön har en area på 0,395 kvadratkilometer och ligger 180,1 meter över havet.

## Delavrinningsområde
Trehörningen ingår i det delavrinningsområde (710262-167260) som SMHI kallar för Mynnar i Hörnån. Medelhöjden är 211 meter över havet och ytan är 21,3 kvadratkilometer. Det finns inga avrinningsområden uppströms utan avrinningsområdet är högsta punkten. Vattendraget som avvattnar avrinningsområdet har biflödesordning 2, vilket innebär att vattnet flödar genom totalt 2 vattendrag innan det når havet efter 59 kilometer. Avrinningsområdet består mestadels av skog (80 procent). Avrinningsområdet har 0,82 kvadratkilometer vattenytor vilket ger det en sjöprocent på 3,8 procent.